# Штовассер, Хорст
Хорст Штовассер (нем. Horst Stowasser, 7 января 1951, Вильгельмсхафен — 29 августа 2009, Нойштадт (Вайнштрассе)) — немецкий анархист и публицист.
Автор «Проекта А», целью которого является укоренение анархистских структур в маленьком провинциальном городе. В 1989 году идея была претворена в жизнь в городе Нойштадт ан дер Вайнштрассе, двух других городах, а также за рубежом. После кризиса и крушения проекта в середине 1990-х гг. начался дискуссионный процесс о продолжении проекта.
С 2005 г. организовал новый проект («Projekt A — Plan B»), в котором должен будет разместиться и его «AnArchiv».